# Орашье
Орашье (босн. , серб. и хорв. Orašje / Орашје) — город, центр одноимённой общины в северной части Боснии и Герцеговины, расположенный на реке Сава на границе с Хорватией. Орашье является центром Посавского кантона Федерации Боснии и Герцеговины.

## История
Город основан в период между 1830 и 1867 годами боснийцами-беженцами из Сербии после распада Османской Империи.

## Население

### 1971 год
- Всего — 25,740 (100 %)
- Хорваты — 19,354 (75,19 %)
- Сербы — 4,266 (16,57 %)
- Боснийцы — 1,867 (7,25 %)
- Югославы — 131 (0,50 %)
- Другие — 122 (0,49 %)

### 1981 год
- Всего — 27,806 (100 %)
- Хорваты — 20,705 (74,46 %)
- Сербы — 4,151 (14,92 %)
- Боснийцы — 1,548 (5,56 %)
- Югославы — 1,056 (3,79 %)
- Другие — 346 (1,24 %)

### 1991 год

#### Община
- Всего — 28,367 (100 %)
- Хорваты — 21,308 (75,11 %)
- Сербы — 4,235 (14,92 %)
- Боснийцы — 1,893 (6,67 %)
- Югославы — 626 (2,20 %)
- Другие — 305 (1,07 %)

#### Город
- Всего — 3,907 (100 %)
- Боснийцы — 1,843 (47,17 %)
- Сербы — 875 (22,39 %)
- Хорваты — 591 (15,12 %)
- Югославы — 470 (12,02 %)
- Другие — 128 (3,27 %)

## Известные люди
- Ведран Живкович
- Иво Грегуревич
- Мато Непратляк
- Марко Топич